# コプフ彗星
コプフ彗星(英語: 22P/Kopff)は、太陽系の周期彗星である。1906年8月23日に発見され、発見者のアウグスト・コプフにちなんで命名された。1912年11月の回帰では見失われていたが、1919年6月の再来の際に再発見され、1919年以降の回帰では見失われることなく観測されている。1943年には木星に0.57 auまで接近し、近日点距離と公転周期が減少した。次の近日点通過は2022年3月18日である。

## 観測
コプフ彗星は、ハイデルベルクのケーニッヒシュトゥール天文台で発見された。コプフが1906年8月20日に撮影した写真乾板を、同じ領域を以前に撮影したものと比べていた際に、天体の存在に気付いた。8月23日、彼はこの天体を11等級の彗星であると結論付けた。1906年9月中旬、カリフォルニア大学バークレー校のKiel Ebellらのチームによって、この彗星の短い周期が明らかとなった。この彗星は1912年11月25日に接近した際に見失われたが、1919年6月25日に予測される位置よりも3日分手前にあるのが再確認された。その後、目立った観測はなかったが1945年8月11日の接近で8.5等級に達した。このとき、等級が以前より増大したのは1939年から1945年の間に木星が彗星の軌道を変えたためであった。1951年10月の接近では、予想された等級よりも3等も暗かった。1954年に木星と非常に接近して、近日点距離は1.52 au、軌道周期は6.31年になった。1994年11月30日にはカール・ハーゲンローザーが1.5m反射望遠鏡を用いて22.8等のコプフ彗星の観測に成功した。また、1996年の回帰では8等級にまで達した。
彗星核は直径3.0kmと推定され、アルベドは0.05である。
2002年の回帰の際、東京大学木曽観測所によりコプフ彗星のダストトレイルが可視光で観測され、ダストの大きさは約1cmであること、ダストのアルベドが非常に低いこと、ダストの密度が非常に濃いことなどが判明した。

## 近日点通過
コプフ彗星は2015年10月25日に近日点を通過した。前回以前の近日点通過は以下の通りである。
- 1906年5月3日
- 1912年11月25日 (観測されず)
- 1919年6月28日
- 1926年1月28日
- 1932年8月21日
- 1939年3月13日
- 1945年8月11日
- 1951年10月20日
- 1958年1月20日
- 1964年5月16日
- 1970年10月2日
- 1977年3月7日
- 1983年8月10日
- 1990年1月20日
- 1996年7月2日
- 2002年12月12日
- 2009年5月25日
- 2015年10月25日

また、次に近日点を通過するのは2022年3月18日である。次回以降の近日点通過は以下の通りである。
- 2022年3月18日
- 2028年6月28日
- 2034年5月14日
- 2040年3月3日
- 2045年10月6日
- 2051年4月30日
- 2056年11月11日
- 2062年5月20日
- 2067年11月25日
- 2073年6月1日
- 2078年12月7日
- 2084年6月17日
- 2089年12月27日
- 2095年7月16日
- 2101年2月14日